# مكمل المغذيات الدقيقة المتعددة
مكملات المغذيات الدقيقة المتعددة ( MMN )، هو نوع من مكملات ما قبل الولادة [الإنجليزية] المستخدمة أثناء الحمل .  في البلدان المنخفضة والمتوسطة الدخل (LMIC)، يحسن النتائج بالنسبة للطفل مقارنة بمكملات الحديد وحمض الفوليك وحدها.   وتكون الفوائد أكبر عند المصابات بفقر الدم أثناء الحمل . 
يعد استخدامها آمن بشكل عام.  و إذا تناول الطفل عدة أقراص، فمن الممكن أن يحدث تسمم بالحديد .  تحتوي إحدى التركيبات، وهي مستحضر الأمم المتحدة الدولي للمغذيات الدقيقة المتعددة قبل الولادة (UNIMMAP)، على 15 فيتامينًا و معادن أساسية بكميات محددة.   على الرغم من وجود تركيبات أخرى، إلا أنها تحتوي جميعها على الحديد وحمض الفوليك.  فيتامين C وفيتامين A يحسن امتصاص الحديد. 
وقد اُتفق على الصيغة في عام 1999 من قبل اليونيسف، و جامعة الأمم المتحدة ، و منظمة الصحة العالمية.  وهو مدرج في قائمة منظمة الصحة العالمية للأدوية الأساسية.  و هي أغلى قليلاً من مكملات الحديد وحمض الفوليك وحدها، بحوالي 0.01 إلى 0.02 دولار أمريكي لكل جرعة.   ومع ذلك، فهي فعالة من حيث التكلفة في البلدان المنخفضة والمتوسطة الدخل.  تم تعميم الاستخدام في 18 دولة، مع التفكير في إضافة المزيد اعتبارًا من عام 2023. 